# Alice Gulick
Alice Gordon Gulick (Boston,Massachusetts, 8 d'agost de 1847 - Londres, Anglaterra, 14 de setembre de 1903) va ser una missionera protestant i pedagoga, fundadora a Espanya de l'Institut Internacional.

## Biografia
Alice va ser la primera dels set fills d'una família protestant d'ascendència escocesa i anglesa, pertanyents a la més important secta de Nova Anglaterra, l'Església congregacional. Nascuda a Boston es va traslladar amb vuit anys a Auburndale (Wisconsin), es va educar a l'escola pública, el Lasser Seminary i, a partir dels 16 anys en el prestigiós Mount Holyoke, el més antic dels colleges femenins, on va ser alumna de  Mary Lyon, fundadora del centre i pionera de l'educació superior de la dona als Estats Units.
Es va casar el 3 d'octubre de 1870 amb Alvah B. Kitt, professor a l'Amherst College, que ja en un avançat estat de tuberculosi va morir l'endemà de les noces. Vídua amb tan sols 23 anys, es va casar de nou el 12 de desembre de 1871 amb William Hooker Gulick, fill d'una de les més actives famílies missioneres de Massachusetts, i expert home de negocis a Hawaii i San Francisco.
El desembre de 1871 i havent rebut Luther, germà de William Gulick, l'encàrrec de fundar a l'estat espanyol una missió, els dos matrimonis Gulick van viatjar a Espanya on es van instal·lar, en principi a Santander, i més tard a Sant Sebastià, on va obrir una escola elemental. Conscient de les dificultats de les noies per accedir a la formació superior, Gulick va crear a casa seva un petit internat que s'ocupava aleshores de formar a les noies per ser mestres a les escoles protestants, i que seria l'embrió del que més endavant arribaria a ser l'Institut Internacional.
L'internat, a poc a poc, es va convertir en un prestigiós centre educatiu. El mètode d'ensenyament no era l'usual a Espanya. No es practicava la memorització del llibre de text i l'examen corresponent, sinó que s'aplicava un ensenyament pràctic, amb sortides al camp, per estudiar ciències naturals, es feien pràctiques de laboratori a la classe de química, es llegien les principals obres de literatura en comptes de limitar-se a l'estudi de dades biogràfiques i llistes d'obres. A més d'estudiar-se la Bíblia de forma sistemàtica, es parava esment als ensenyaments d'anglès, música i dibuix i s'afavoria l'educació física, la qual cosa suposava una autèntica innovació pedagògica en aquella època, i més parlant de dones.
Alice Gordon Gulick pertanyia a un grup de nord-americanes d'una profunda fe religiosa i una forta convicció que les dones havien de tenir accés a l'educació superior, fins llavors privilegi dels homes. Des del principi va comptar amb un professorat format per dones erudites, grans investigadores i innovadores en matèria educativa, que van convertir l'Institut en un centre modelo, a l'estil dels «colleges» nord-americans d'on procedien. El centre comptava, a més, amb algunes professores especialitzades a l'educació preescolar, sent una de les institucions pioneres en aquest tipus d'educació a Espanya. Al juny de 1897, dues alumnes de l'Institut, Esther Alonso i Juliana Camp, van rebre el títol de Llicenciades en Filosofia i Lletres d'un tribunal compost dels professors Salmerón, Miguel Morayta Sagrario i Francisco Giner de los Ríos, essent les primeres a fer-ho preparades solament per dones, i a més dones protestants.

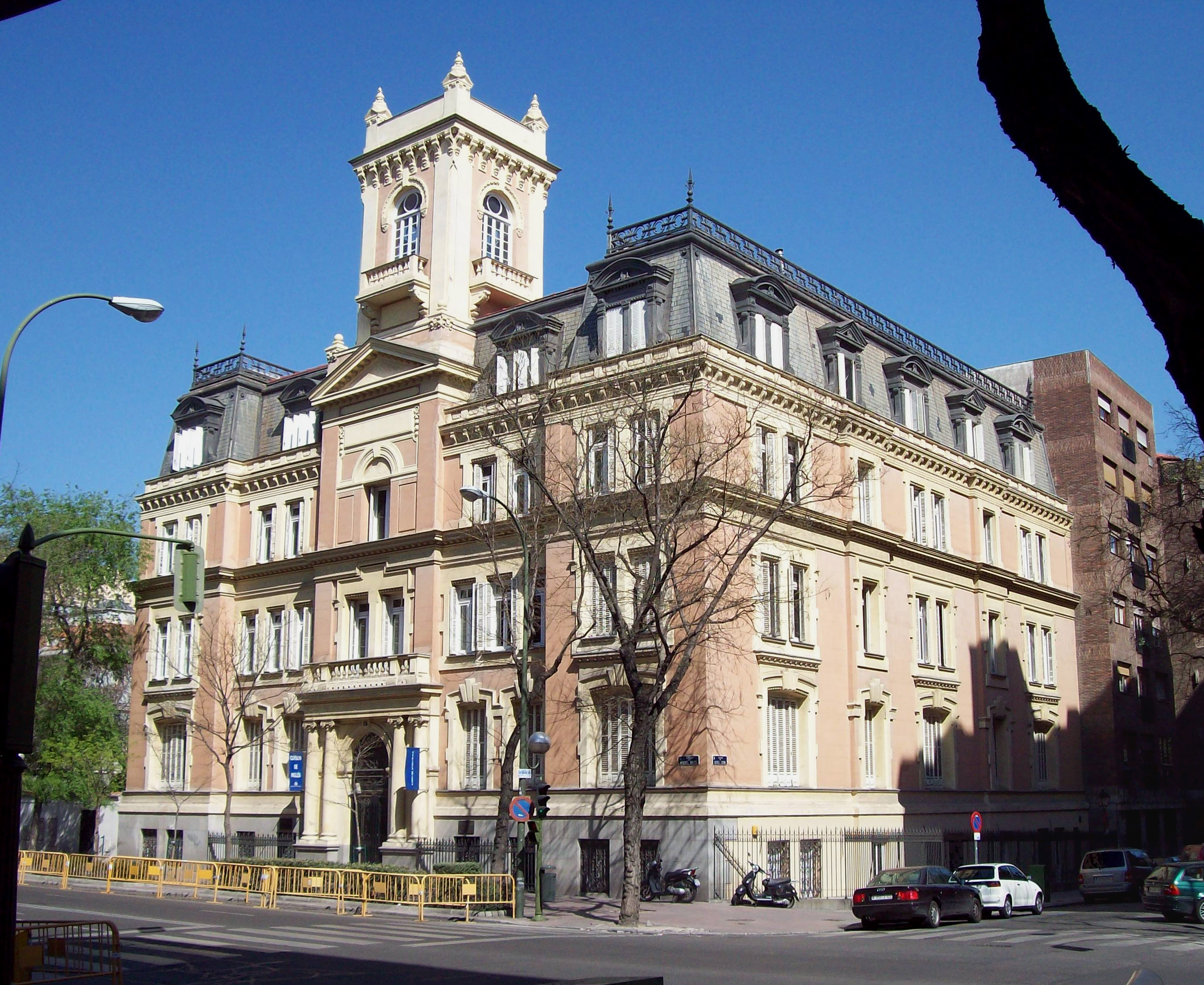
Seu de l'Institut Internacional a Madrid

D'altra banda, fins llavors cap dona s'havia presentat com a lliure per obtenir aquesta llicenciatura. Més endavant, Raquel Alonso i Marina Rodríguez, dues graduades de l'Institut, es llicenciarien en Farmàcia, obrint un nou camp de treball per a la dona espanyola.
Després d'un període d'estada en Biarritz (França), a causa de la guerra entre Cuba i Espanya, l'Institut es va establir a Madrid, on havien comprat uns terrenys, gràcies als esforços d'Alice Gulick, que havia passat 32 anys de la seva vida ensenyant i al mateix temps buscant fons i suports a l'altre costat de l'Atlántic. No obstant això, ella no arribaria a veure acomplert el seu somni, car va morir a causa d'una afecció cardíaca el 14 de setembre de l903, en un hospital londinenc, mentre es procedia al trasllat del centre a la capital d'Espanya.

### Èxit pòstum
L'Institut Internacional de Madrid va arribar a convertir-se en un dels col·laboradors més generosos en el desenvolupament de la pedagogia espanyola en el primer terç del segle xx, servint de model i suport a la Junta per a l'Ampliació d'Estudis en dos projectes pioners de la renovació pedagògica a Espanya: la Residència de Senyoretes i l'Institut-Escola.